# Super Star (rose)
'Super Star' (syn. 'Tropicana', 'TANostar') est un cultivar de rosier obtenu en 1960 par l'obtenteur ouest-allemand Mathias Tantau junior. C'est la première rose d'un rose vermillon brillant corail obtenue par cette maison et elle a été très à la mode dans les années 1960, et est toujours appréciée aujourd'hui. Cet hybride de thé est aussi le parent de nombreuses sortes de roses.

## Description
Le buisson érigé de 'Super Star' s'élève à 120 cm de hauteur. Ses fleurs fortement parfumées remontent généreusement en début d'automne. Elles mesurent de 9 cm à 12 cm de diamètre avec de 30 à 35 pétales et fleurissent en bouquet qui peuvent comporter cinq fleurs sur de longues tiges. 
'Super Star' est très résistante au froid (zone de rusticité : 5b), et elle doit se trouver dans une situation ensoleillée. Elle doit être traitée contre l'oïdium. Elle est issue d'un croisement (semis non nommé x 'Madame Meilland') x (semis non nommé x 'Alpine Glow').
Un sport grimpant a été découvert en 1971 par Boerner et baptisé du nom de 'Climbing Super Star' (syn. 'Climbing Tropicana').

## Récompenses
- AARS 1963
- RNS : Médaille d'or 1960
- Concours de Bagatelle : Médaille d'or 1960
- Concours de Portland : Médaille d'or 1961
- Concours de La Haye : Médaille d'or 1961

## Descendance
Parmi sa descendance, l'on peut distinguer 'Angelina' (Cocker, 1975), 'Königin der Rosen' (Kordes, 1964), 'Lady Like' (Tantau, 1982), 'Mambo' (Tantau, 1971), 'Morgenrot' (Kordes, 1983), 'Red Reflection' (Warriner, 1984).